# Guarea mayombensis
Guarea mayombensis là một loài thực vật thuộc họ Meliaceae. Loài này có ở Cộng hòa Dân chủ Congo, Gabon, và Uganda. Chúng hiện đang bị đe dọa vì mất môi trường sống.